# Michal Reichl
Michal Reichl (14 settembre 1992) è un calciatore ceco, portiere del Bohemians 1905.

## Carriera

### Club
Ha sempre giocato nel campionato di casa.

### Nazionale
Con la Nazionale Under-21 del proprio paese ha disputato i campionati europei di categoria nel 2015.